# L'Enfant d'éléphant (Kipling)
Ne doit pas être confondu avec L'Enfant d'éléphant (Brecht).

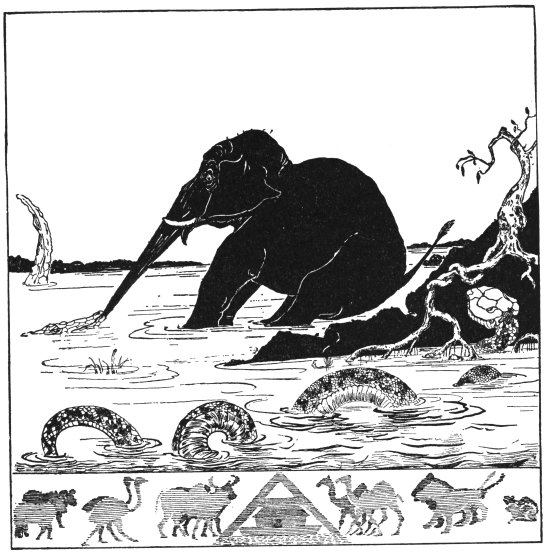
Une des illustrations originales de Kipling, provenant de The Elephant's Child.

L'Enfant d'éléphant est un conte étiologique de Rudyard Kipling paru dans Histoires comme ça en 1902. L'histoire raconte pourquoi la trompe de l'éléphant est si grande.